# Adam Scott
Adam Scott (Santa Cruz, Califórnia, 3 de abril de 1973) é um ator norte-americano, mais conhecido por seu papel como Palek no drama da HBO, Tell Me You Love Me. Também foi coadjuvante na comédia de 2008, Step Brother, com Will Ferrell e John C. Reilly. Estreou a série original da Starz, Party Down. Seu papel  como Herry Pollard lhe rendeu uma nomeação ao Emmy por "Melhor Ator em uma Série de Comédia" de 2009. Também atuou com Elizabeth Shue no filme Piranha 3D (2010) como Radzinsky Novak. Em 2013 atuou em A Vida Secreta de Walter Mitty, com Ben Stiller e Sean Penn. Atualmente tem papel fixo na comédia da NBC, Parks and Recreation. Em 2022, ele atuou como personagem principal da série de drama psicológico Severance (Ruptura) da Apple TV+ pela qual recebeu inúmeras indicações a prêmios, incluindo o Primetime Emmy Award de Melhor Ator Principal em Série Dramática, bem como indicações de melhor ator do Screen Actors Guild, Globo de Ouro, Critics' Choice e muito mais. Em 2025, voltou a ser indicado ao Emmy para o prêmio de Melhor Ator Principal em Série Dramática pelo seu papel em Severance.